# Аалто, Марья-Сиско
Ма́рья-Си́ско А́алто (фин. Marja-Sisko Aalto; род. 29 июля 1954, Лаппеэнранта, Финляндия) — финская служительница Евангелическо-лютеранской церкви Финляндии. Она была викарием прихода Иматра с 1986 по 2010 год.
В ноябре 2008 года Аалто сообщила СМИ, что она транссексуальная женщина и перенесла операцию по коррекции пола. Это вызвало большие разногласия в Церкви. Епископ Миккели Войтто Хуотари отметил, что нет никаких юридических обоснований, которые бы могли стать причиной отстранения Аалто от её работы, но ситуация тем не менее проблематична.
В 2009 году почти 600 прихожан покинули приход Иматры. В ноябре 2009 года Аалто вернулась на работу в Церковь. В марте 2010 года она попросила разрешения отказаться от своего сана, сославшись на невозможность доверительных отношений с прихожанами.